# سر الأسرار (رواية)
سر الأسرار (بالإنجليزية:The Secret of Secrets)هي رواية إثارة غامضة من تأليف الكاتب الأمريكي دان براون وهي الجزء السادس من سلسلة روبرت لانجدون, بعد الأصل. ومن المقرر إصدار الكتاب في 9 سبتمبر 2025.

## ملخص
روبرت لانجدون, أستاذ علم الرمزية الموقر, يسافر إلى براغ لحضور محاضرة رائدة ألقتها كاثرين سولومون - وهي عالمة نووية بارزة بدأ معها علاقة مؤخرًا . كاثرين على وشك نشر كتاب متفجر يحتوي على اكتشافات مذهلة حول طبيعة الوعي البشري ويهدد بتعطيل قرون من المعتقدات الراسخة. ولكن جريمة قتل وحشية تحول الرحلة إلى فوضى, وتختفي كاثرين فجأة مع مخطوطتها. يجد لانغدون نفسه مستهدفًا من قبل منظمة قوية ومطاردًا من قبل مهاجم مخيف جاء من أقدم أساطير براغ. وبينما تتوسع أحداث القصة إلى لندن ونيويورك, يبحث لانغدون بشكل يائس عن كاثرين... وللحصول على الإجابات. في سباق مثير عبر العوالم المزدوجة للعلوم المستقبلية والمعرفة الغامضة, يكتشف حقيقة صادمة حول مشروع سري من شأنه أن يغير إلى الأبد الطريقة التي نفكر بها في العقل البشري.

## الشخصيات
- روبرت لانجدون : أستاذ أمريكي في علم الرمزية بجامعة هارفارد, كامبريدج, وبطل الرواية.

## روابط خارجية
الموقع الرسمي